# Wei Yan
Wei Yan (174/175 - 234) réputé barbare, acquit pourtant la confiance de Liu Bei et entra au service des Shu en même temps que Huang Zhong. Il fut alors promu général, au grand dam de Zhuge Liang, qui désapprouvait totalement le fait qu'il soit membre des Shu. Lorsque Liu Bei mourut, il fit jurer à son stratège de conserver Wei Yan au sein du royaume.
Bien qu'il s'évertua à ne pas obéir aux ordres du Premier Ministre Zhuge Liang, Wei Yan n'en restait pas moins très efficace sur le champ de bataille, où il terrorisait autant ses ennemis que ses alliés.
Lors du combat des plaines de Wu Zhang, il affronta vaillamment les Wei. Cependant, lorsque Zhuge Liang mourut des suites d'une maladie, ce fut Jiang Wei qui prit le commandement. Il ne réussit pas à maintenir le peu d'ascendant dont disposait son prédécesseur sur Wei Yan, qui refusa de se replier et attaqua directement le camp de Sima Yi, au prix de lourdes pertes. Réalisant sa folie, il demanda des renforts, mais ils lui furent refusés. Il finit par prendre la fuite.
Plus tard, il se rebella contre Liu Shan, qui envoya Dong Yun pour régler diplomatiquement la situation. Néanmoins, à l'arrivée de celui-ci, Wei Yan était déjà mort, tué par Ma Dai à cause de sa rébellion.
Wei Yan fut un élément important dans la prise du Nanman.